# Природа Північної Америки
Природа Північної Америки.
Будова поверхні материка асиметрична: зах. частину займає гірська система Кордильєри (найбільша висота 6193 м г. Мак-Кінлі), східну — великі рівнини, плато, середньовисотні гори. Внутр. р-ни — високі Великі рівнини і низькі Центральні рівнини, які на сх. облямовані Аппалачськими горами. Гірський рельєф характерний для сх. частини Канадського Арктич. архіпелагу і берегової частини Ґренландії. Вздовж півд.-сх. узбережжя П. А. розташовуються берегові низовини — Приатлантична і Примексиканська. Кордильєри мають ряд гірських дуг (хр. Брукса, гори Макензі, Скелясті гори і Східна Сьєрра-Мадре). На зах. від цих хребтів — переривистий пояс внутр. плоскогір'їв і плато вис. 1000—2000 м (плоскогір'я Юкон, вулканіч. плато Британської Колумбії і Колумбійськоє плато, плоскогір'я В. Басейн і плато Колорадо, Мексиканське нагір'я). Берег П. А. розчленовані нерівномірно. Найбільш порізані береги р-нів, де було зледеніння, Ґренландії, сх. частини Канадського Арктич. архіпелагу, Тихоокеанського і Атлантич. узбережжя Канади і Півд. Аляски (складні системи фіордів). Береги Атлантич. ок. (на півд. 43о п.ш.) акумулятивні, лагунні. На півдні Флориди і в деяких р-нах Центр. Америки береги утворені спорудами коралів і мангровими чагарниками. Найбільша річкова система Міссісіпі — Міссурі (довж. 6420 км); інш. ріки: Св. Лаврентія, Маккензі, Юкон, Колумбія, Колорадо. Півн. частина материка, що зазнала зледеніння, багата озерами (Великі озера, Вінніпег, В.Невільниче о., В.Ведмеже і інш.). Загальна площа сучасного зледеніння — 2 млн км2. Ліси займають бл. 1/3 тер. В П. А. є понад 50 нац. парків, в тому числі найбільш відомі Йєллоустонський і Йосемітський.